# Родники (Троицкий район)
Родники́ — посёлок в Троицком районе Челябинской области. Административный центр Родниковского сельского поселения.

## География
Через посёлок протекает река Увелька. Расстояние до районного центра, города Троицка, 28 км.

## Население
| 2002 | 2010  |
| ---- | ----- |
| 1249 | ↘1089 |

По данным Всероссийской переписи, в 2010 году численность населения посёлка составляла 1089 человек (508 мужчин и 581 женщина).

## Улицы
Уличная сеть посёлка состоит из 15 улиц:
- улица Березовая
- улица Восточная
- улица Западная
- улица Зеленая
- улица Лесная
- улица Молодежная
- улица Набережная
- улица Почтовая
- улица Просвещения
- улица Рабочая
- улица Советская
- улица Солнечная
- улица Строителей
- улица Центральная
- улица Южная